# 毛埃斯
03°23′01″S 57°43′07″W / 3.38361°S 57.71861°W

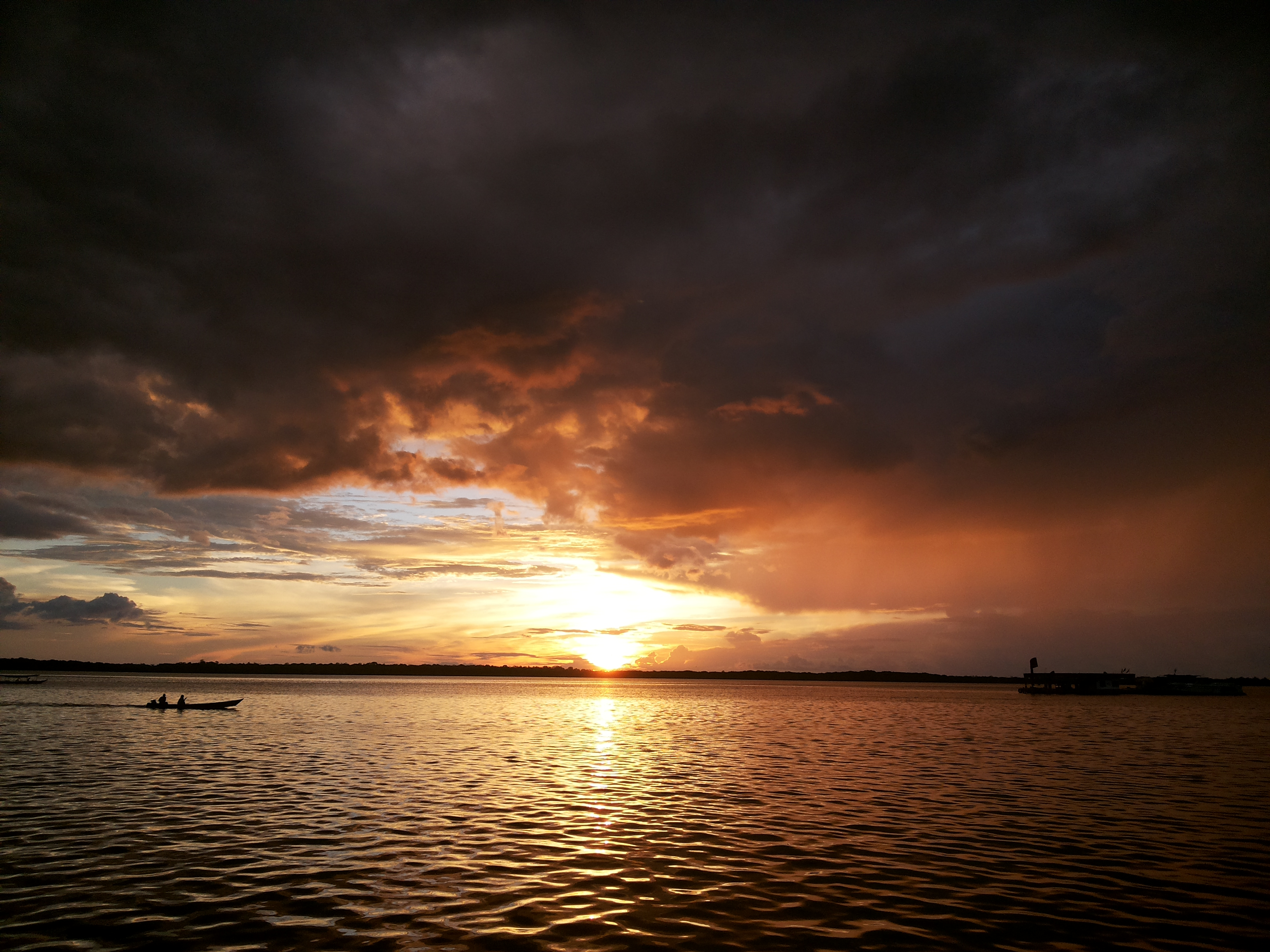
毛埃斯

毛埃斯（葡萄牙語：Maués）是巴西的城鎮，位於該國北部，由亞馬遜州負責管轄，始建於1833年，面積39,988平方公里，海拔高度92米，2014年人口58,834，人口密度每平方公里1.47人。